# Atari 5200
L'Atari 5200 SuperSystem è una console da tavolo a colori prodotta da Atari e commercializzata a partire dal 1982. Venne creata per competere con la console Intellivision di Mattel ma dovette poi fronteggiare anche la concorrenza del ColecoVision, che venne messo in commercio poco dopo la 5200. Nonostante fosse superiore all'Intellivision non riuscì a tenere testa al ColecoVision che, nel giro di pochi mesi, superò le vendite della nuova console Atari. La 5200 ebbe scarso successo anche per via di alcuni errori di marketing e di progettazione e della sua massa imponente. Alla fine l'Atari 2600 che doveva inizialmente sostituire finì col superarla in longevità a causa del rapido declino che ebbe la 5200: ne fu annunciato il ritiro nel 1984 durante la presentazione della sua erede Atari 7800 (che però fu messa in vendita solo 2 anni dopo, nel 1986), mentre la 2600 continuò ad essere prodotta, nelle sue varianti, fino al 1991.

## Sviluppo
Subito dopo l'introduzione della VCS (il nome originale dell'Atari 2600), gli ingegneri Atari iniziarono a lavorare al suo successore, un nuovo hardware che fu indicato come "Super Stella" (Stella era stato uno dei nomi in codice della 2600) o "Sylvia", ribattezzato in seguito "System X" ma indicato anche con il numero 3200. Il progetto originale della nuova console prevedeva l'uso di una nuova CPU a 10 bit e di nuovi chip custom denominati STIA (da "Super TIA") e FRANTIC (derivato dall'ANTIC). Il nuovo sistema risultò molto più complesso del suo predecessore per cui lo sviluppo procedette lentamente. A disturbare i piani di Atari ci pensò Mattel che poco dopo l'introduzione della 2600 presentò la sua Intellivision. Questa console risultava più potente e performante di quella di Atari e ciò costrinse i vertici della società a rivedere velocemente i piani di sviluppo del nuovo sistema. Il progetto 3200 fu perciò cancellato in favore di una soluzione da sviluppare in tempi più rapidi. Fu quindi deciso di derivare la nuova console dall'hardware dei computer Atari 400/800: il nuovo "System X" prese il nome in codice di PAM da "Personal Arcade Machine". La scelta di condividere l'hardware del nuovo sistema con quello di questi computer fu dettata anche dal fatto che essi offrivano già un parco giochi di cui sarebbe stato facile fare il porting verso la nuova console. Al momento della commercializzazione fu deciso di abbandonare la dicitura "Personal Arcade Machine" e di adottare il nome di Atari 5200 SuperSystem non solo perché l'Atari VCS era stata da poco ribattezzata 2600 ma anche per indicare che essa offriva il doppio della potenza rispetto a quest'ultima.

## Hardware

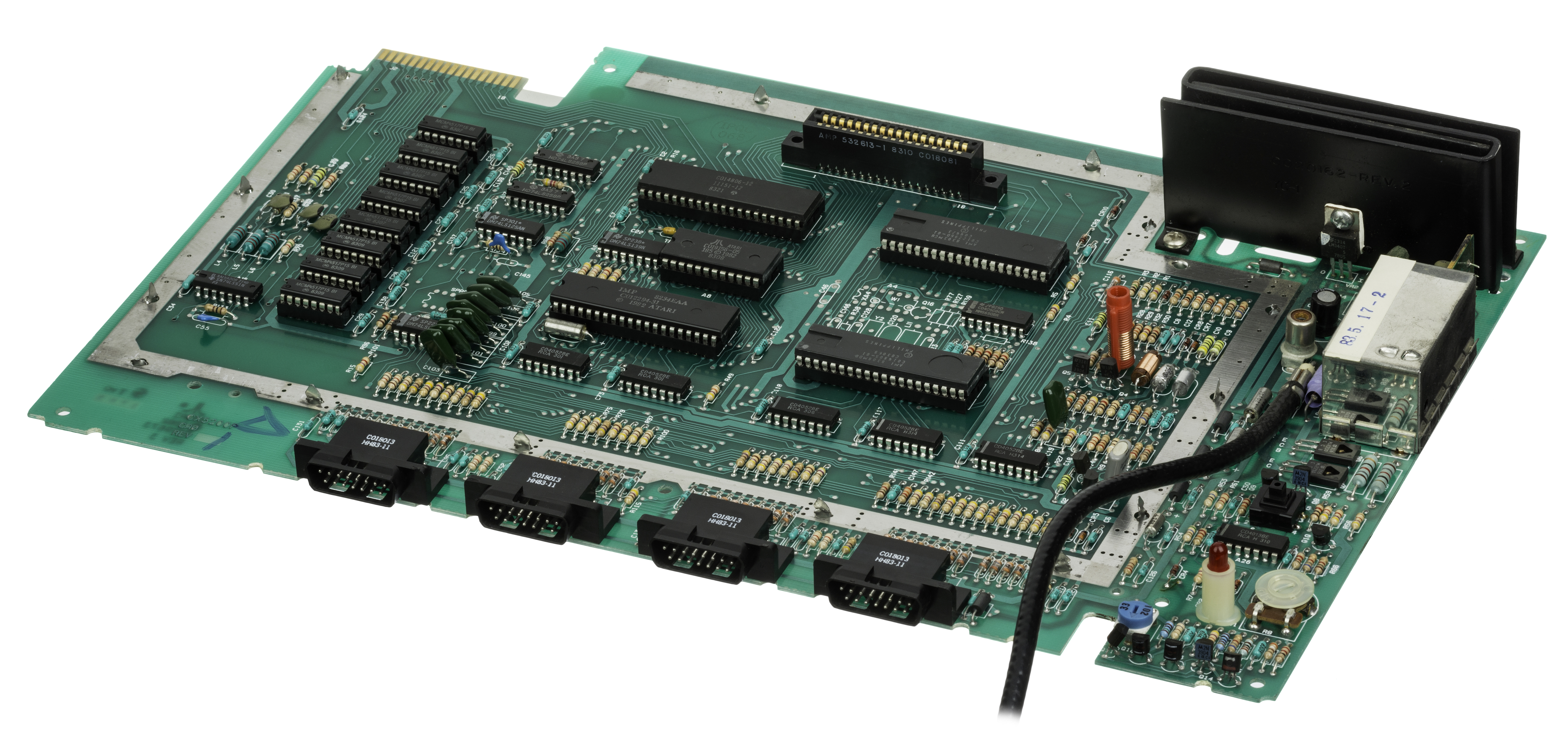
Vista della scheda madre dell'Atari 5200 prima versione (4 porte joypad)

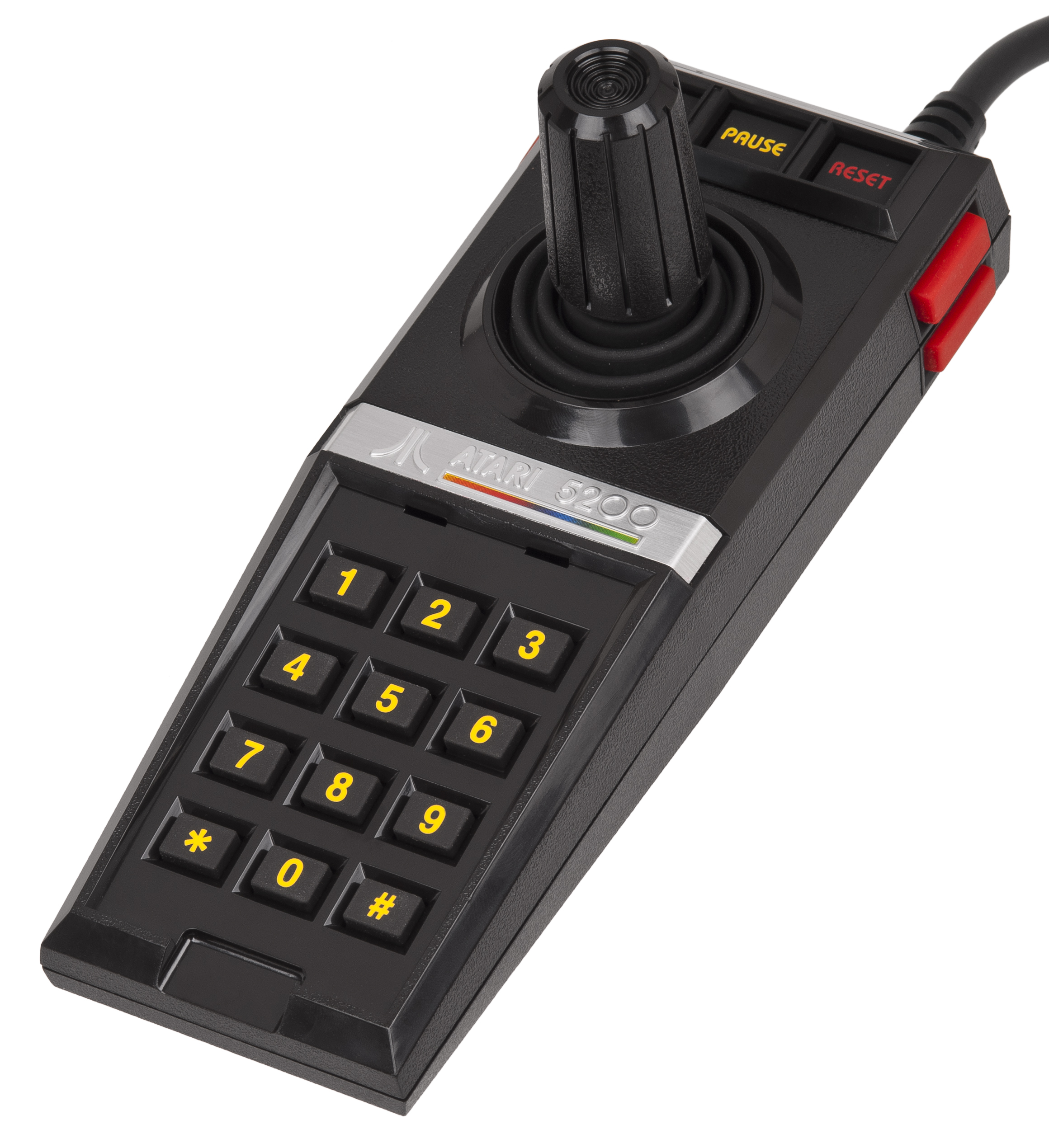
Un joypad dell'Atari 5200

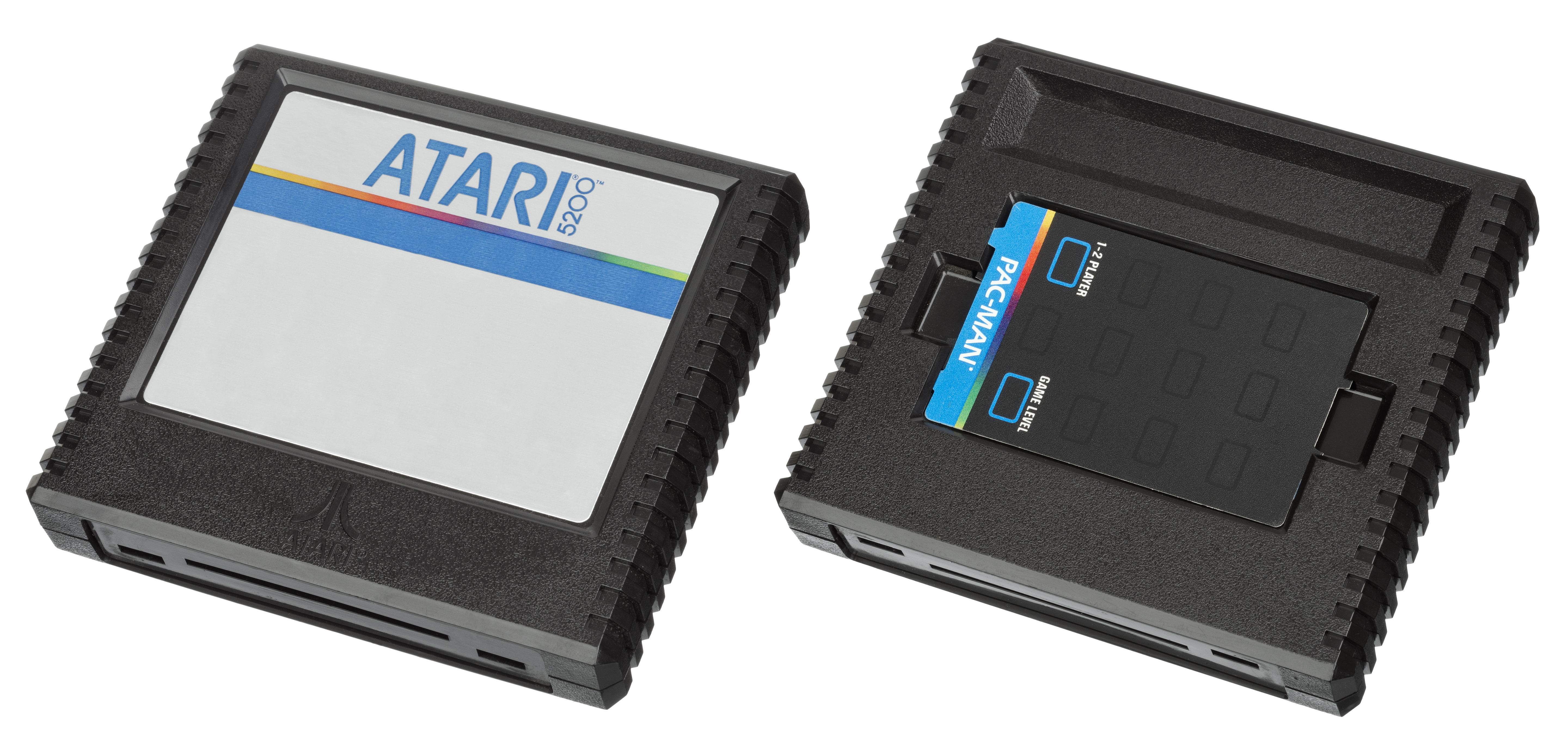
Una cartuccia giochi (con l'etichetta principale rimossa): si noti sul retro la stampa da sovrapporre al tastierino del joypad

Condividendone l'hardware, la nuova console 5200 aveva caratteristiche molto simili a quelle dei computer della serie 400/800. Presentava una CPU derivata dal processore MOS 6502 e operante a 1,79 MHz affiancata dai coprocessori ANTIC e GTIA che permettevano di generare un segnale video con risoluzione massima di 320×192 pixel con 16 colori su schermo da una tavolozza di 256. L'audio era gestito dal coprocessore POKEY, che si occupava anche delle 4 porte joypad della console.
I joypad presentavano per la prima volta dei joystick analogici dotati di un movimento a 360°: la precedente console 2600 offriva solo 8 direzioni mentre la concorrente ColecoVision 16 direzioni. Oltre a questa libertà di movimento del joystick integrato il joypad presentava i pulsanti START, PAUSE, RESET, alcuni pulsanti di fuoco e anche un tastierino numerico su cui poter applicare delle stampe distribuite con i giochi, inserite sul retro delle cartucce, per poter attivare in maniera più rapida e intuitiva i comandi addizionali collegati ai tasti. Un difetto di questi joypad erano i meccanismi del movimento dei joystick: essi non erano dotati di autocentramento (non tornavano da soli in posizione centrale se non utilizzati) ed erano inoltre piuttosto delicati, tendendo a rompersi con facilità. Un altro problema derivava dai pulsanti di fuoco, che operavano con membrane in gomma che si usuravano velocemente. Per questo motivo furono presentate delle alternative da produttori terzi, che offrivano non solo joypad diversi ma anche adattatori per poter usare quelli della 2600.
La ROM della 5200 era stata ridotta dai 10 KB dei computer 400/800 a 2 soli KB dato che conteneva solo il BIOS, ossia il software necessario all'avvio della macchina e alla gestione degli interrupt, e il font predefinito del sistema. La ROM contenuta sulle cartucce era mappata dall'indirizzo $4000 all'indirizzo $B7FF, potendo quindi gestire solo cartucce con al massimo 32 KB: per superare questo limite alcuni produttori ricorrevano alla tecnica del bank switching.
Come tutte le console dell'epoca la 5200 usa delle cartucce con la ROM contenente il software e i dati dei giochi da inserire in un'apposita porta posta sulla parte superiore ma, per precise scelte commerciali dei vertici di Atari, non è compatibile con le cartucce prodotte per il precedente modello 2600, non permettendo quindi di poter usare il vasto parco giochi di quest'ultima. Questo limite è stato risolto con la seconda versione della console.

### Specifiche tecniche
- CPU: MOS 6502C a 1,79 MHz.
- Hardware di supporto: 3 chip custom VLSI:
  - Grafica: ANTIC e GTIA
    - Risoluzione massima dello schermo: 320×192, tavolozza di 16 colori, da un totale di 256, su schermo per ogni linea di scansione dell'immagine. La tavolozza può essere cambiata a ogni linea di scansione mediante un interrupt agganciato a una "display list" (i mini-programmi dell'ANTIC), permettendo la visualizzazione di tutti i 256 colori contemporaneamente.

  - Audio e I/O: POKEY
    - 4 canali audio via chip POKEY che gestisce anche la scansione della tastiera, l'input/output seriale, interrupt agganciati a timer ad alta risoluzione, e un generatore di numeri casuali.
- RAM: 16 kB
- ROM:
  - 2 KB su scheda madre contenente il BIOS necessario all'avvio del sistema e alla gestione degli interrupt;
  - 32 KB sulle cartucce standard dei giochi, quantitativo espandibile usando tecniche di bank switching.
- Misure: 33 × 38 × 10,8 cm

## Versioni

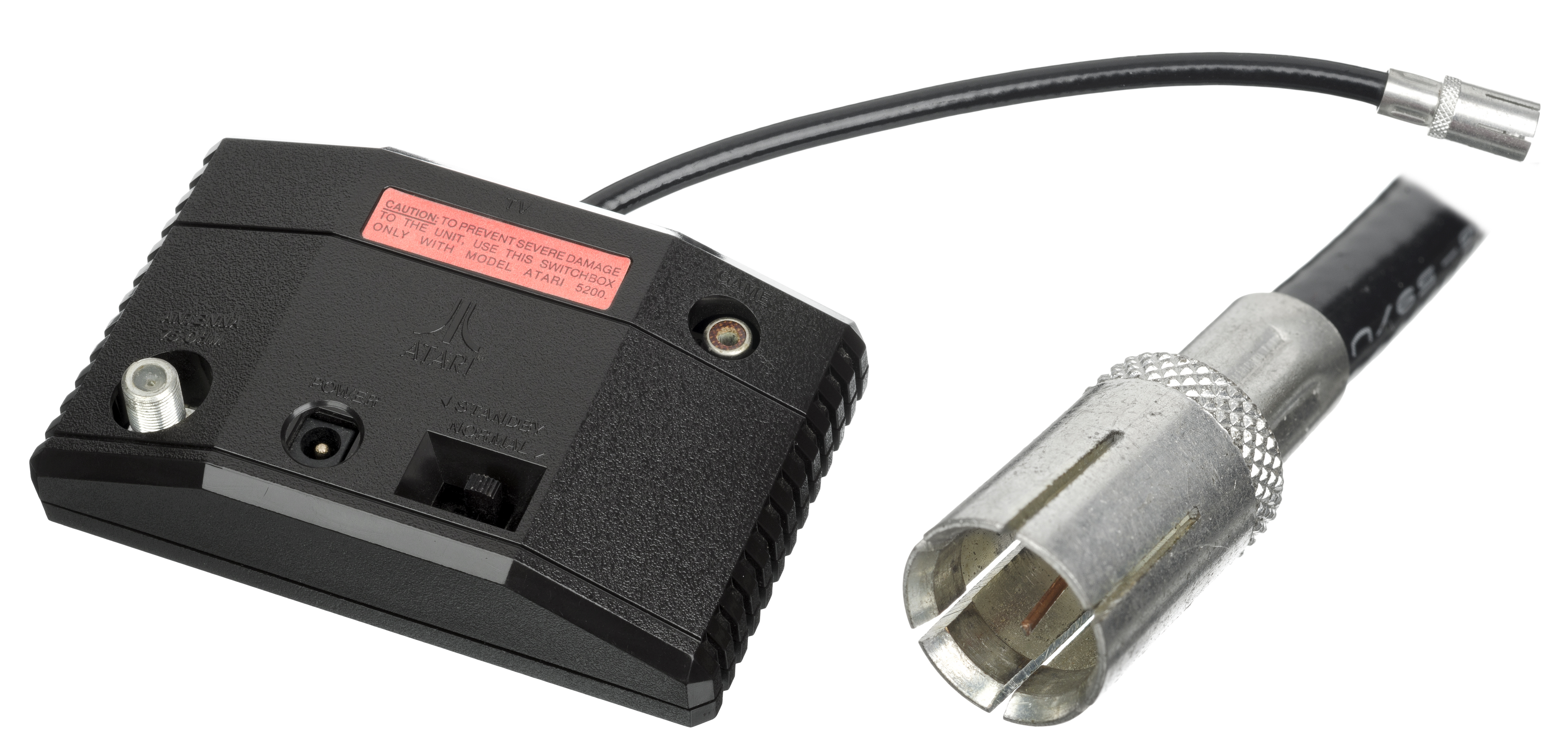
L'Atari Switchbox, che portava sullo stesso cavo sia il segnale video che l'alimentazione

La 5200 è stata prodotta in 2 versioni, distinguibili per il numero di porte joypad presenti. La prima versione dell'Atari 5200 è dotata di 4 porte per altrettanti joypad e di un originale elemento esterno denominato "RF switchbox" da collegare alla presa di corrente, al televisore di casa e alla console: la particolarità di questo dispositivo è che trasporta sullo stesso cavo che fornisce l'alimentazione alla console anche il segnale video generato da quest'ultima e diretto alla TV di casa. In più il dispositivo commuta automaticamente il segnale di ingresso al televisore da quello della linea TV a quello della console non appena questa viene accesa.
Come detto, la 5200 originale non è compatibile con le cartucce dei giochi della 2600. Questo difetto divenne un vero e proprio limite alla diffusione della console in favore del ColecoVision e, in minor parte, dell'Intellivision perché per queste 2 console furono presentati degli adattatori contenenti un emulatore capace di far girare i giochi sviluppati per la 2600, intaccando ulteriormente le vendite della 5200. Per ovviare a ciò il progetto fu rivisto modificando la console in modo che, tramite un adattatore esterno, gli utenti potessero utilizzare anche le cartucce del precedente modello. Il nuovo modello presenta inoltre anche altre modifiche hardware: le porte joypad scendono da 4 a 2; lo switchbox viene sostituito da un classico alimentatore esterno e la circuiteria per la generazione del segnale video integrata sulla scheda madre è adesso offerta anche con uscita video in standard PAL. L'adattatore non è compatibile con la prima versione della console a meno di effettuare delle modifiche a livello hardware né con alcuni giochi come Pitfall! e Mountain King.

## Accoglienza
La console 5200 non riscosse un buon successo commerciale. Nei 2 anni in cui fu venduta non riuscì mai a imporsi né sul ColecoVision uscito poco dopo la sua presentazione né sul modello che avrebbe teoricamente dovuto sostituire la 2600 del 1977. Ciò fu dovuto a diversi fattori. Dal punto di vista hardware alcune scelte che incisero sulle vendite furono le dimensioni ingombranti della console, i delicati e criticati joypad,, lo strano dispositivo di collegamento "switchbox". La scarsa produzione software fu però il fattore che gravò maggiormente sulle vendite della console. I giochi disponibili erano per lo più porting o sequel di vecchi titoli Atari pubblicati dalla stessa compagnia perché la scarsa diffusione della console aveva scoraggiato gli sviluppatori terzi a produrre titoli per la nuova console: basti pensare che la 2600 poteva contare su 20 milioni di utenti mentre la 5200 arrivava a fatica a 1 milione. La produzione per i titoli per la 2600 era meno costosa perché non costringeva gli sviluppatori a investire su nuovo hardware. Inoltre la stessa Atari non solo non incoraggiò mai gli sviluppatori terzi a investire sulla 5200 ma essa stessa preferì continuare a offrire giochi per la vecchia 2600 lasciando la console abbandonata a sé stessa. Coleco, dal canto suo, offriva la sua ColecoVision con il famoso Donkey Kong grazie a cui divenne un vero successo commerciale rafforzando l'immagine di miglior macchina da gioco con qualità arcade. Un altro ostacolo alla diffusione della console fu l'incompatibilità della prima versione con i giochi della 2600 che costrinse Atari a rivedere il progetto della console e a offrire un adattatore quando gli utenti dell'Intellivision e del ColecoVision potevano giocare ai titoli della 2600 fin dall'inizio grazie agli adattatori disponibili. Per capire la forte domanda della compatibilità con i giochi della 2600 basti pensare che Coleco vendette 150.000 adattatori in 2 soli mesi di commercializzazione.
Infine, non è da trascurare neanche la crisi dei videogiochi del 1983 che fu responsabile di una contrazione di tutto il settore con ripercussioni su tutte le console in circolazione. Atari aveva già iniziato a sviluppare una versione più economica della console che si sarebbe dovuta chiamare Atari 5100 ma a causa di questa crisi la società rivide le sue strategie e decise, agli inizi del 1984, di cancellare il progetto 5100, di ritirare la 5200 dal commercio e di presentare una console del tutto nuova, l'Atari 7800, anche se poi tale sistema raggiunse il mercato ben 2 anni dopo per via del fatto che di lì a poco Atari sarebbe stata scissa in 2 società distinte e la divisione console e computer sarebbe stata venduta a Jack Tramiel.

## Videogiochi
Segue l'elenco, ritenuto esaustivo, dei 69 giochi che uscirono regolarmente per Atari 5200. Non sono compresi i giochi homebrew, pubblicati anche decenni dopo l'uscita di produzione della console, per il mercato di nicchia del retrogaming (ad esempio Boulder Dash e Tempest).
- Astro Chase
- Ballblazer
- Beamrider
- Berzerk
- Blueprint
- Bounty Bob Strikes Back!
- Buck Rogers: Planet of Zoom
- Centipede
- Choplifter
- Congo Bongo
- Countermeasure
- Decathlon
- Defender
- Dig Dug
- The Dreadnaught Factor
- Frogger
- Frogger II: ThreeeDeep!
- Galaxian
- Gorf
- Gremlins
- Gyruss
- H.E.R.O.
- James Bond 007
- Joust
- Jungle Hunt
- K-Razy Shoot-Out
- Kaboom!
- Kangaroo
- Keystone Kapers
- Mario Bros.
- Megamania
- Meteorites
- Miner 2049er
- Missile Command
- Montezuma's Revenge
- Moon Patrol
- Mountain King
- Mr. Do's Castle
- Ms. Pac-Man
- Pac-Man
- Pengo
- Pitfall!
- Pitfall II: Lost Caverns
- Pole Position
- Popeye
- Q*bert
- Qix
- Quest for Quintana Roo
- Realsports Baseball
- Realsports Football o Football
- Realsports Soccer o Soccer
- Realsports Tennis
- Rescue on Fractalus!
- River Raid
- Robotron: 2084
- Space Dungeon
- Space Invaders
- Space Shuttle: A Journey into Space
- Star Raiders
- Star Trek: Strategic Operations Simulator
- Star Wars: The Arcade Game
- Star Wars: Return of the Jedi: Death Star Battle
- Super Breakout
- Super Cobra
- Vanguard
- Wizard of Wor
- Zaxxon
- Zenji
- Zone Ranger

Quasi tutti i titoli sopra elencati sono conversioni, usciti anche per altre piattaforme dell'epoca. Tutti i titoli di lancio in particolare erano già usciti per Atari 2600. I pochi titoli esclusivi dell'Atari 5200 furono Countermeasure e Meteorites.